# سانت-فوآ-لا-گراند
سانت-فوآ-لا-گراند (فرانسوی: Sainte-Foy-la-Grande‎؛ ‏تلفظ فرانسوی: [sɛ̃t fwa la ɡʁɑ̃d]) یک کمون در دپارتمان ژیروند واقع در ناحیهٔ نوول-آکیتن در جنوب غربی فرانسه. این منطقه مسکونی در کرانهٔ جنوبی رودخانهٔ دوردوین قرار گرفته‌است و در سال ۱۰۷۶ میلادی بنیان نهاده شد.
از اهالی یا ساکنان مشهور این شهر می‌توان به پل بروکا، الیزه رکلو، وانسیمه رکلوس، گاستون اوموات و آندره راندال اشاره کرد.